# Пілар Сімідзу
Пілар Сімідзу (27 травня 1996) — гуамська плавчиня.
Учасниця Олімпійських Ігор 2012, 2016 років.